# Vosme Bereznea, Ohtîrka
Vosme Bereznea (în ucraineană Восьме Березня) este un sat în comuna Buhruvate din raionul Ohtîrka, regiunea Sumî, Ucraina.

## Demografie
Componența lingvistică a localității Vosme Bereznea
     Ucraineană (94,85%)
     Rusă (3,09%)
     Belarusă (2,06%)
Conform recensământului din 2001, majoritatea populației localității Vosme Bereznea era vorbitoare de ucraineană (94,85%), existând în minoritate și vorbitori de rusă (3,09%) și belarusă (2,06%).